# ۱۹۹۴ (بازی)
بازی ۱۹۹۴: ده سال بعد (به انگلیسی: 1994: Ten Years After) در سال ۱۹۸۳ و در سبک پلتفرمر، اکشن توسط شرکت ویژنز (Visions Software Factory) تولید و منتشر گردید.

## داستان
این گیم اولین اقتباس دنیای بازی بر اساس رمان معروف ۱۹۸۴ نوشته جرج اورول می‌باشد و وقایع بعد از آن ماجراها را دنبال می‌نماید. عنوان این بازی نیز اشاره‌ای به همان اثر معروف می‌باشد. 
قهرمان بازی شخصی به نام Smiffy است که در دنیای تحت نظارت برادر بزرگ (دنیای کتاب ۱۹۸۴) زندانی گردیده‌است. بر خلاف داستان کتاب، بجای اینکه انسان‌ها توسط دوربین‌ها محافظت شوند، در این بازی انسان‌ها توسط یک کامپیوتر مرکزی تحت کنترل هستند. و قهرمان بازی تصمیم به خاموش کردن کامپیوتر مرکزی و در نتیجه آزادی انسان‌ها را می‌گیرد. در داستان اصلی کتاب، ساختمان‌های غول پیکر زیادی قرار دارند و در این بازی هم "کامپیوتر مرکزی" در یکی از این ساختمان‌ها قرار دارد. قهرمان بازی در راهروهای این ساختمان بازی را به انجام می‌رساند.

## گیم‌پلی

تصویر بازی کمودور۶۴

گیم پلی این بازی بر اساس بازی‌های دوبعدی دهه هشتاد میلادی پایه‌ریزی شده و وظیفه بازیباز هدایت قهرمان بازی به نام Smiffy در طبقات مختلف ساختمان کامپیوتر مرکزی و رسیدن و از کار انداختن آن می‌باشد. این بازی کاملاً بر اساس ژانر معروف پلتفرمر تهیه شده و دارای ۸ مرحله مختلف می‌باشد.
گرافیک این بازی دو بعدی و دوربین به هیچ عنوان در این بازی حرکت نمی‌کند. تمام فضای هر مرحله این بازی در واقع یک صحنه کامل است و همان‌طور که گفته شد، دوربین در این بازی حرکت ندارد.

## سیستم‌ها
این بازی در سال ۱۹۸۳ توسط شرکت ویژنز بر روی رایانه‌های خانگی کمودور ۶۴ و اسپکتروم منتشر گردید.

## معادل انگلیسی
1. ↑  Visions Software Factory
2. ↑  Janko
3. ↑  Central Computer